# René Thom
René Thom   (Montbéliard, 2 de setembre de 1923 - Bures-sur-Yvette, 25 d'octubre de 2002) va ser un matemàtic francès fundador de la teoria de les catàstrofes. Va rebre la medalla Fields el 1958.

## Biografia
Format en el Lycée Saint-Louis i l'Escola Normal Superior, Thom va ser professor a Grenoble i a Estrasburg.
Tot i que és conegut pel seu desenvolupament de la teoria de les catàstrofes entre 1968 i 1972, el seu primer treball va estar relacionat amb la topologia i especialment amb la branca anomenada topologia diferencial. En topologia va introduir un concepte que per la seva importància és avui de freqüent ús, el cobordisme, que s'ha definit d'aquesta manera: dues variables compactes de dimensions són cobordants si la seva reunió constitueix la vora d'una altra varietat compacta de dimensió n+1.

## Obra destacada
- René Thom, Stabilité structurelle et morphogénèse, Interédition, París, 1977 (Estabilitat estructural i morfogènesi, Editorial Gedisa)
- René Thom, Paraboles et catastrophes, Flammarion, París, 1983 (Paràboles i catàstrofes)
- René Thom, Esquisse d'une sémiophysique: Physique aristotélicienne et théorie des catastrophes, Interédition, París, 1989 (Esbós d'una semiofísica: Física aristotèlica i teoria de les catàstrofes, Editorial Gedisa)
- René Thom, Apologie du logos, Hachette, París, 1990 (Apologia del logos)
- René Thom i Emile Noël, Prédire n'est pas expliquer, Flammarion, París, 1993. (Predir no és explicar)
- René Thom, Pour une théorie de la morphogénèse (Per una teoria de la morfogènesi). A Les sciences de la forme aujourd'hui (Les ciències de la forma avui dia), Seuil, París, 1994